# Rangárþing eystra
Rangárþing eystra is een gemeente in het zuiden van IJsland in de regio Suðurland.
Het heeft 1694 inwoners (in 2006) en een oppervlakte van 1841 km². De gemeente ontstond op 9 juni 2002 door het samenvoegen van de gemeentes Austur-Eyjafjallahreppur, Vestur-Eyjafjallahreppur, Austur-Landeyjahreppur, Vestur-Landeyjahreppur, Fljótshlíðarhreppur en Hvolhreppur. De grootste plaatsen in de gemeente zijn Hvolsvöllur en Skógar.
Vestmannaeyjabær · Árborg · Mýrdalshreppur · Skaftárhreppur · Ásahreppur · Rangárþing eystra · Rangárþing ytra · Hrunamannahreppur · Hveragerðisbær · Ölfus · Grímsnes- og Grafningshreppur · Skeiða- og Gnúpverjahreppur · Bláskógabyggð · Flóahreppur